# Christen-Socialistische Partij (Hongarije)
De Christen-Socialistische Partij (Hongaars: Keresztényszocialista Párt, afgekort KP) was een politieke partij in het Hongarije van de vroege jaren 1920.
De partij nam voor het eerst deel aan de parlementsverkiezingen van 1920, waarbij ze 3 zetels in de Landdag binnenhaalde. Bij de verkiezingen in 1922 waren dit 6 zetels. Bij de verkiezingen van 1931 haalde de partij slechts 1 zetel binnen en nam nadien niet meer mee aan verkiezingen.